# Abdastartus (chi)
Abdastartus là một chi côn trùng thuộc họ Bọ xít lưới. Có khoảng năm loài đã được mô tả trong chi Abdastartus.

## Loài
Năm loài này thuộc chi Abdastartus là:
- Abdastartus atrus (Motschulsky, 1863)
- Abdastartus longulus Drake, 1953
- Abdastartus muiri Drake, 1927
- Abdastartus sacchari Drake, 1930
- Abdastartus smetanai Péricart, 1992